# Pycnomma semisquamatum
Pycnomma semisquamatum és una espècie de peix de la família dels gòbids i de l'ordre dels perciformes.

## Morfologia
- Els mascles poden assolir 6,3 cm de longitud total.[4][5]

## Hàbitat
És un peix marí, de clima tropical i associat als esculls de corall que viu entre 2-20 m de fondària.

## Distribució geogràfica
Es troba al Golf de Califòrnia.

## Observacions
És inofensiu per als humans.